# Robert Andrew (rugby à XV)
Pour les articles homonymes, voir Robert Andrew et Andrew.
Pas d'image ? Cliquez ici

a Compétitions nationales et continentales officielles uniquement.

Dernière mise à jour le 23 juillet 2020.
Robert Douglas Andrew, né le 5 août 1987 à Johannesburg, est un joueur sud-africain de rugby à XV évoluant au poste de deuxième ligne. Il joue avec le club anglais des Leicester Tigers depuis 2012.

## Biographie
Natif de Johannesburg, Robert Andrew débute avec les Golden Lions en Vodacom Cup en 2009. Puis, il part jouer en France avec la Section paloise entre 2010 et 2012 avant de rejoindre le club anglais des Leicester Tigers.